# Зедорф (Ури)
Зедорф (нем. Seedorf) — коммуна в Швейцарии, в кантоне Ури.
Состоит из 2 несвязанных частей, расположенных на берегу Урнского озера.
Официальный код — 1214.

## История
На 31 декабря 2006 года население составляло 1627 человек. На 31 декабря 2018 года — 1858 человек.
1 января 2021 года в состав коммуны Зедорф вошла коммуна Бауэн (население на 31 декабря 2018 года — 165 человек), расположенная севернее основной территории Зедорфа и не имевшая с ней общих границ.